# SG Westend Frankfurt

Vereinslogo

Der SG Westend ist ein Sportverein im Frankfurter Stadtteil Gallus, dessen Fußballabteilung zwischen 1964/65 und 1970/71 sieben Jahre lang in der seinerzeit noch drittklassigen Hessenliga vertreten war.

## Geschichte
Der Verein wurde 1896 als Turnverein unter dem Namen Freie Turnerschaft Frankfurt am Main, Abteilung 2 Westend gegründet. Bald wurden auch Leichtathletik und Faustball praktiziert.
Fußball kam 1921 durch den Übertritt des Fußballclub Hermania hinzu. Deren größter Erfolg war die gegen den SC Adler Pankow erreichte Finalteilnahme in der vom Arbeitersportbund organisierten Meisterschaft im Jahr 1928.
1933 wurde der Verein – wie alle Arbeiter-Sportvereine in Deutschland – aufgelöst und sein komplettes Vermögen (Inventar und Platzanlage) eingezogen.
Eine Neugründung erfolgte im August 1945. Die Fußballabteilung wurde das sportliche Aushängeschild des Vereins.
Am Ende der Saison 1963/64 gelang der Aufstieg in die Hessenliga, die damals höchste Amateurspielklasse, in der man 1964/65 auf Anhieb Vizemeister hinter dem SC Opel Rüsselsheim wurde, was zur Teilnahme an den Spielen um die Deutsche Amateurmeisterschaft berechtigte.
Mit dem zweimaligen Gewinn des Hessen-Pokals in den Jahren 1968 und 1970 krönte die Mannschaft die erfolgreichste Phase in der Vereinsgeschichte des SG Westend.
Doch von nun an ging es bergab. Nach siebenjähriger Zugehörigkeit zur Hessenliga stieg die Mannschaft in der Saison 1970/71 in die Gruppenliga ab und drei Jahre später folgte der Abstieg in die Bezirksklasse.
Zwar gelang 1976/77 noch einmal die Meisterschaft der Bezirksklasse Frankfurt West und der damit verbundene Aufstieg in die Gruppenliga. Doch aufgrund erheblicher finanzieller Probleme wurde die Mannschaft in den drei Spielzeiten von 1979/80 bis 1981/82 von der Gruppenliga bis in die B-Klasse Frankfurt-West durchgereicht. Der absolute Tiefpunkt war 1988 erreicht, als die Fußballer in die C-Klasse abgestiegen waren.
Zwar gelang für die Saison 2003/04 noch einmal die Rückkehr in die Bezirksoberliga. Doch nach der Hinrunde, die man mit einem beachtlichen Platz im gesicherten Mittelfeld abgeschlossen hatte, ging dem Verein das Geld aus und die zugekauften Spieler verließen den Verein. Schlimmer noch als der zwangsläufig folgende Abstieg der dezimierten Mannschaft in die Bezirksliga war die Tatsache, dass man zum Saisonbeginn 2004/05 gänzlich ohne Trainer und Mannschaft dastand und die Fußballabteilung somit praktisch vor dem Aus stand. Aus dieser Not heraus baute man flugs eine Mannschaft aus ehemaligen Reservespielern, Soma-Akteuren und einigen wenigen Neuverpflichtungen auf, die den Spielbetrieb mit Mühe aufrechterhielt, aber den weiteren Abstieg des Vereins nicht verhindern konnte.
In der Saison 2012/13 spielte die SG Westend in der Gruppenliga Frankfurt West, in der Saison 2018/ 19 in der Kreisoberliga Frankfurt.